# Tachycixius viperina
Tachycixius viperina är en insektsart som beskrevs av Dlabola 1965. Tachycixius viperina ingår i släktet Tachycixius och familjen kilstritar.
Artens utbredningsområde är Bulgarien. Inga underarter finns listade i Catalogue of Life.